# Procédure-bâillon
Une procédure-bâillon, ou poursuite-bâillon, intimidation judiciaire ou poursuite stratégique contre la mobilisation publique est une action en justice lancée par une entreprises, une institution ou une personnalité publique, visant à intimider et à faire taire un journaliste, une ONG, un démystificateur, ou lanceur d'alerte et/ou à entraver sa participation dénonciatrice politique ou militante dans la sphère publique. Il s'agit le plus souvent d'une poursuite civile en diffamation, laquelle ne vise pas tant une victoire devant les tribunaux, qu'à faire taire la cible, en l'exposant à un épuisement financier en raison de procédures coûteuses et souvent longues, en outre jouées à armes inégales (procès inéquitable).
Le plaignant attaque généralement un ou quelques individus isolés, ou des organismes de petite taille, généralement, — selon la Commission nationale consultative des droits de l'homme (2025) et la Direction de l'information légale et administrative — via « une plainte en diffamation, la dénonciation calomnieuse, le faux et usage de faux, la violation du secret de l'instruction ou encore l'apologie du terrorisme, et, dans le domaine du droit civil et commercial, la violation du secret des affaires ou encore les infractions au code monétaire et financier ».
Il brandit la menace de dommages-intérêts démesurés par rapport au tort qui lui est prétendument causé. Si les menaces n'ont pas l'effet désiré, de longues procédures judiciaires peuvent être entamées, visant à transformer un enjeu public en litige privé. Souvent, toutes les ressources financières et humaines du défendeur sont monopolisées pour sa défense, au détriment de la promotion de la cause socio-économique, environnementale ou culturelle qu'il défendait.
Bon nombre de menaces de poursuite restent sans suite (ou le sont plusieurs années après les faits), et la procédure-bâillon est souvent abandonnée quand elle a atteint son objectif (paralysie sociale et/ou politique du défendeur), ce qui rend l'ampleur et l'efficacité du phénomène difficile à évaluer. Un cas cité en exemple, et ayant lancé une réaction européenne, est celui de Daphne Caruana Galizia, journaliste maltaise d'investigation, assassinée en 2017 (bombe achetée à la mafia, posée sous son siège) après avoir fait des révélations sur la corruption et les abus d'entreprises maltaises ; selon l'enquête qui a suivi, elle faisait l'objet de 47 procédures judiciaires engagées contre elle par des sociétés et personnalités maltaises qu'elle avait dénoncées. Notamment, les avocats de la banque d'affaires maltaise, Pilatus Bank, lui ont, en mai 2017, intenté un procès aux États-Unis en lui réclamant 40 millions de dollars, et pour contester cette procédure la journaliste aurait dû payer 300 000 dollars. La Pilatus Bank a abandonné cette action le lendemain de sa mort (mais a finalement perdu sa licence, été mise sous tutelle, avec gel de ses avoirs, puis fermée, après que son propriétaire, Ali Sadr Hasheminejad, ait été emprisonné aux États-Unis en mars 2018 (pour violation des sanctions contre l'Iran), mais d'autres procédures ont persisté contre la journaliste. Chris Cardona (alors ministre maltais de l'Économie) avait obtenu de la justice, quelques mois avant l'assassinat de Daphne Caruana, le gel de tous ses comptes bancaires, via une plainte lui réclamant des dommages et intérêts à la suite du Brothelgate (dénonciation de la présence du ministre dans une maison close). Un tel gel de comptes est un mode d'attaque jamais utilisé jusqu'alors à Malte.
De telles procédures, instrumentalisant la loi, portent atteinte à la justice et à la vie démocratique, mais elles peuvent aussi se retourner contre leur auteur ; elles sont en effet de plus en plus dénoncées par leurs victimes et d'autres, et commencent à être mieux combattues en Europe (avec une directive relative aux procédures-bâillons, qui vise à protéger les lanceurs d'alerte, chaque état pouvant aller plus loin que la directive). Aux États-Unis, il existe aussi un arsenal juridique, plus large pour contrer ces dérives malveillantes). Dans le cas de Daphne Caruana, 18 médias internationaux ont, avec Forbidden Stories, rapidement enquêté sur la corruption de ceux qu'elle avant dénoncé, et deux ans plus tard, un riche homme d'affaires maltais (Yorgen Fenech) était inculpé alors que plusieurs ministres démissionnaient.

## Acronymes et termes apparentés
L'emploi de l'acronyme SLAPP (Strategic Lawsuit Against Public Participation) est généralisé dans les pays anglophones (en anglais, « slap » signifie « gifle »). La « participation publique » dont il est fait mention doit s'entendre par « participation du public à la vie démocratique ».
Aux États-Unis, le terme SLAPPback (« gifle en retour ») est associé aux nombreuses contre-poursuites ou demandes reconventionnelles intentées par les individus et groupes s'estimant lésés par les poursuites initiales. Par ailleurs, le terme cyberSLAPP est employé dans les cas où des plaignants entament des procédures avant même d'avoir réussi à obtenir l'identité réelle de toutes les personnes visées, dans le but de faire supprimer des propos tenus sur Internet de manière plus ou moins anonyme.
Au Québec, l'acronyme BIPP (pour « bâillon imposé à la parole publique ») a été proposé pour calquer son pendant d'origine américaine (« bip » est une onomatopée qui suggère la censure dans les médias audiovisuels). On dénote l'apparition, à l'été 2007, du terme « poursuite-bâillon » (et plus rarement « injonction-bâillon ») dans la presse francophone à la suite de son emploi dans le rapport officiel déposé au ministre de la Justice en mars de la même année, tandis que l'Office québécois de la langue française déconseille l'utilisation du terme « poursuite abusive », juridiquement incorrect.

## Historique
Le concept a été formulé en 1988 par les chercheurs de l'Université de Denver Penelope Canan et George W. Pring. Il ne se limitait à l'époque qu'aux poursuites civiles réellement intentées à l'encontre d'individus et de groupes de pression essayant de promouvoir une cause d'intérêt général et public auprès d'élus ou d'instances gouvernementales.
Selon l'Observatoire des libertés associatives (2020), les ONG, environnementales notamment, sont encore souvent ciblées .

## Contexte juridique
Les poursuites-bâillon peuvent être intentées partout, y compris dans des démocraties libérales au système judiciaire développé, et où existent théoriquement déjà des mesures de protection des droits de la personne.

### Articulation avec les droits de la personne
Le concept tel que formulé à l'origine est à la fois lié à la liberté d'expression et au droit de pétition (garantis par le premier amendement de la Constitution des États-Unis d'Amérique). Les mesures de protection constitutionnelles peuvent varier d'un pays à un autre, tant dans leur formulation que dans leur portée. Aussi, la terminologie du droit international peut être utile :
- le mécanisme des poursuites stratégiques soulève la question de l'application des droits civils et politiques. Outre la liberté d'expression, l'égalité devant les tribunaux est directement en cause, puisque la disproportion de moyens financiers entre les parties — toujours en faveur des plaignants — est une composante essentielle du phénomène ;
- les individus ou organismes qui sont l'objet de poursuites stratégiques défendent généralement des causes associées à la catégorie plus large des droits économiques, sociaux et culturels. Les groupes de défense de l'environnement sont parmi les plus fréquemment ciblés.

## Contexte politique
Certains avancent que ces poursuites stratégiques vont de pair avec un discours médiatique qui s'est développé depuis les années 1970 affirmant que les ONG et groupes socio et environnementalistes de pression nuisent au développement économique et à l'investissement.

## Exemples de procès-bâillons dans le monde

### États-Unis
Le California Anti-SLAPP Project fait un inventaire partiel de plusieurs dizaines de cas ; mais leur nombre réel (incluant les menaces de poursuite) s'élève dans les milliers. L'un des plus connus est celui ayant opposé l'animatrice Oprah Winfrey au regroupement d'éleveurs Texas Beef Group en 1998. Mme Winfrey avait exprimé à la télévision ses inquiétudes quant à la sûreté du bœuf produit aux États-Unis, à la suite de l'apparition de la maladie de la vache folle au Royaume-Uni. Le Texas Beef Group lui réclama 6,7 millions $ en dommages-intérêts.
En 2011, à la suite d'un procès qui conduit Chevron à payer 9,5 milliards de dollars de dommages et intérêts, l'entreprise a déposé une plainte RICO (anti-corruption) contre Steven Donziger à New York. À la suite de cette affaire, Donziger a été radié du barreau de l'exercice du droit à New York en 2018,.
En 2025, lors d'un procès intenté par Energy Transfer, un tribunal du Dakota du Nord a condamné deux entités de Greenpeace aux États-Unis (Greenpeace Inc, Greenpeace Fund) à verser plus de 660 millions de dollars américains. D'après Greenpeace, ce jugement est biaisé car plus de la moitié des jurés avaient des liens avec l’industrie pétrogazière et/ou ont dit à l'audience avoir des a priori négatifs sur les manifestations (Energy Transfer ayant en 2019 offert 3 millions de dollars à la ville de Mandan (lieu du procès que Greenpeace n'a pas pu dépayser malgré ses demandes, alors qu'en 2019, une cour fédérale du Dakota du Nord avait rejeté une plainte d’Energy Transfer contre l'ONG. Cette dernière est soutenue par Greenpeace International (basée aux Pays-Bas) qui a déposé le 11 février 2025 un recours contre Energy Transfer devant un tribunal néerlandais , invoquant notamment le directive européenne (2024) destinée à empêcher les procédures abusives (« Nous espérons montrer qu’il peut maintenant y avoir une réplique aux tentatives d’assécher les ressources des ONG et autres groupes de défense de l’intérêt général » a expliqué son représentant cité par Le Monde

### Royaume-Uni
Dans l'Affaire McLibel (de l'anglais libel, « diffamation »), deux activistes de London Greenpeace, soit David Morris et Helen Steel, furent poursuivis par la chaîne de restauration rapide McDonald's pour avoir distribué des dépliants très critiques de ses pratiques. Après une saga judiciaire de sept ans (1990-1997, dont trois ans consacrés au procès lui-même), la Cour a donné raison à McDonald's, mais a reconnu la véracité de certains arguments des défendeurs. En appel, la somme allouée en guise de dommages-intérêts fut réduite à 40 000 £, somme que les défendeurs n'ont jamais payée. Morris et Steel ont par la suite saisi la Cour européenne des droits de l'Homme, qui a déclaré en février 2005 que leur procès n'avait pas été juste ni équitable.

### Canada
La compagnie papetière Daishowa a poursuivi un groupe d'activistes de Toronto appelé Friends of the Lubicon. Ce dernier avait lancé une campagne de boycot des papiers et cartons produits par Daishowa auprès de clients importants, au motif que ses coupes forestières mettaient en danger le mode de vie des indiens Cris du lac Lubicon, une petite nation autochtone de l'Alberta. Cette campagne visait à forcer Daishowa à cesser l'exploitation forestière tant qu'un accord de partage des terres ne serait pas signé avec le gouvernement fédéral. L'injonction permanente demandée par Daishowa ainsi que de nombreux motifs de plainte furent rejetés par la Cour de première instance et la Cour d'appel de l'Ontario. Toutefois, la plainte en diffamation a été retenue et le groupe Friends of the Lubicon fut condamné à verser une somme symbolique d'un dollar pour avoir utilisé le terme génocide dans ses affiches et dépliants. Les dommages-intérêts initialement demandés par Daishowa s'élevaient à 5 millions $.
L'entreprise forestière Résolu poursuit actuellement l'ONG Greenpeace en justice et lui réclame 200 millions d'euros (300 millions de dollars canadiens) de dommages-intérêts pour « complot » et « racket »,. L'ONG a produit plusieurs rapports dénonçant les pratiques non respectueuses de l'entreprise, qui opère notamment dans les forêts boréales canadiennes. Ces poursuites judiciaires y font suite, et visent à réduire Greenpeace au silence en l'épuisant moralement et économiquement. L'ONGI a publiquement détaillé les demandes faites à Résolu telles que « l'abandon de ses attaques contre la liberté d'expression et l'usage des poursuites-bâillon », « l'adoption du consentement préalable, libre et éclairé comme base d'interaction avec les peuples autochtones pour assurer une planification forestière guidée par le savoir et la gouvernance autochtone », « La suspension de l'exploitation forestière et de l'approvisionnement au sein de forêts de haute valeur pour la conservation incluant les paysages forestiers intacts et l'habitat du caribou des bois jusqu'à ce qu'une planification de la conservation fondée sur la science soit mise en place. », « Le soutien public de la mise en place à grande échelle d'aires protégées, en fonction des données scientifiques et du savoir autochtone. » « Le renouvellement de son engagement vis-à-vis du système Forest Stewardship Council (FSC) et le regain des certificats perdus» et finalement la demande du « Travail avec les organismes environnementaux, les syndicats et les communautés pour répondre aux préoccupations économiques légitimes et garantir la création d'emplois durables ». Face à la poursuite, Greenpeace a organisé un appel mondial via une pétition demandant de défendre à la fois la liberté d'expression et les forêts dans le but de défendre la « liberté d'expression et les forêts ».

#### Québec
L'Association de lutte contre la pollution atmosphérique (AQLPA) a émis publiquement la crainte de devoir cesser ses activités, à la suite d'une poursuite intentée par l'entreprise de récupération de métaux American Iron & Metal (AIM). L'AQLPA avait obtenu une injonction contre AIM, après avoir constaté que la firme construisait une centre de déchiquetage de voitures sans avoir obtenu de permis de construire et sans avoir fourni d'étude d'impacts environnementaux aux autorités compétentes. AIM a allégué l'existence d'un complot entre l'AQLPA et une firme de récupération de métaux concurrente, et a réclamé 5 millions $ en dommages-intérêts. L'AQLPA a répliqué par une contre-poursuite (SLAPPback).
À Sherbrooke, l'entreprise de compostage Ferti-val a poursuivi Sébastien Lussier, porte-parole des voisins de l'entreprise, pour 700 000 $ après que celui-ci se fut indigné des odeurs nauséabondes qui en émanaient. Ferti-val était elle-même poursuivie en justice par la ville de Sherbrooke pour avoir contrevenu à un règlement municipal. Contre toute attente, Ferti-val a finalement plaidé coupable à la toute dernière minute et a retiré sa poursuite contre M. Lussier.
À Cantley, dans l'Outaouais, le couple Christine Landry et Serge Galipeau fait face à une poursuite de 1 250 000 $ intentée par les propriétaires du Dépôt de matériaux secs (DMS) de Cantley pour diffamation et atteinte à la réputation. Leur propriété se trouve à environ un kilomètre du DMS dont les certificats d'autorisation ont été révoqués par le Ministère du Développement durable, de l'Environnement et des Parcs du Québec (MDDEP) en septembre 2006. La fermeture de ce DMS faisait suite à de nombreuses années de non-respect des lois et règlements sur l'environnement, à une ordonnance émise par le ministre du MDDEP en juillet 2005, visant à remettre le site à l'ordre après un incendie souterrain qui a généré de l'hydrogène sulfuré ainsi que des hydrocarbures aromatiques polycycliques, et causé l'évacuation de 175 résidents du voisinage. Un an plus tard, à la suite de la contestation de la décision du ministre du MDDEP par les propriétaires du DMS, le Tribunal administratif du Québec (TAQ) rendait sa décision dans laquelle il donnait raison au ministre et révoquait de nouveau les certificats d'autorisation. Cependant, même si les actions des défendeurs ont permis d'illustrer que ce DMS présentait des lacunes sérieuses ayant des effets, notamment, sur la qualité de l'air environnant ; même si plus de 400 plaintes pour des odeurs nauséabondes et problèmes de santé aient été acheminées au MDDEP par des citoyens, et que près de 400 documents aient été déposés en preuve par le MDDEP au TAQ, la poursuite est encore pendante. Madame Landry et Monsieur Galipeau sont les seuls à assumer tous les coûts reliés à leur défense[réf. nécessaire].
La compagnie minière Barrick Gold a mis en demeure Les Éditions Écosociété et les trois auteurs du livre Noir Canada, Pillage, corruption et criminalité en Afrique, et a entamé une poursuite en dommages-intérêts (5 millions $ pour dommages moraux compensatoires et un million à titre de dommages punitifs) après que ces derniers ont décidé de publier leur ouvrage quand même. Écosociété a par la suite lancé une campagne de solidarité et presse le gouvernement d'adopter une loi anti-SLAPP.
Le 3 juin 2009, le Québec devient la première juridiction canadienne à se doter d'une loi anti-SLAPP. Il s'agit de nouvelles dispositions dans le Code de prodécure civil du Québec, lesquelles visent notamment à prévenir les poursuites abusives et à protéger la liberté d'expression dans le contexte de débats publics.
Bien que perfectible, la nouvelle loi trouve son utilité. En janvier 2011, Ugo Lapointe a fait l'objet d'une poursuite en diffamation de 350 000 $ menée par la compagnie Pétrolia pour avoir employé la métaphore du « vol » de ressources non renouvelables et collectives dans un article du journal Le Soleil paru le 3 décembre 2010. Me Michel Bélanger et le centre québécois du droit de l’environnement accompagnent Ugo Lapointe dans sa défense. En juillet 2011, l'honorable juge Claudette Tessier Couture donne raison à Ugo Lapointe en affirmant que Pétrolia « cherche à faire taire l'opinion contraire à la sienne » et qu'elle « a utilisé de façon abusive le système judiciaire », elle ajoute: « Il est important que des “Ugo Lapointe” se lèvent, s'expriment en des termes que le citoyen ordinaire peut saisir et que les médias en fassent état ». En octobre 2011, Ugo Lapointe réplique avec une contre-poursuite (SLAPPback) et dépose à la Cour supérieure du Québec une requête en compensation de 350 000 $ en dommages punitifs contre Pétrolia pour avoir intenté une poursuite abusive. En novembre 2012, Ugo Lapointe et Pétrolia concluent une entente hors cour. Ugo Lapointe verse une partie des sommes reçues à des organismes à buts non lucratifs. Le Centre québécois du droit de l’environnement crée le Fonds Ugo Lapointe pour la liberté d'expression.

#### Ontario
Le 11 juin 2008, La Corporation Canadienne Banro annonce qu'elle poursuit, comme Barrick Gold, Les éditions Écosociété et les trois auteurs de Noir Canada pour 5 millions de $ pour diffamation. Écosociété et les auteurs du livre devront maintenant se défendre devant les tribunaux ontariens, selon les procédures d'un autre code de loi et dans une autre langue.

### France
Selon les statistiques analysées par la Coalition Against SLAPPs in Europe (CASE), parmi 1 049 procédures-bâillons référencées en Europe en 13 ans (2010-2023) 90 auraient été lancées en France, qui serait donc le troisième pays européen le plus touché par ce phénomène (en forte hausse en 2022-2023).
Dans le contexte du dénialisme et de la fabrique du doute, des scientifiques sont aussi la cible des plaintes en diffamation ou en dénigrement à la suite de la publication de leurs résultats. Avec des méthodes mises au point par l'industrie du tabac, les chercheurs travaillant sur des sujets tels que la pollution, le changement climatique, les pesticides et d'autres produits chimiques toxiques, et les pratiques industrielles nuisibles et parfois les droits humains sont particulièrement ciblés. Selon un rapport (2017) basé sur les travaux alors disponibles sur le sujet et sur un avis de la Conférence des présidents d'université, rédigé par cinq juristes et commandé par le secrétaire d'Etat à l'enseignement supérieur et à la recherche, ces plaintes visent manifestement à porter atteinte à la liberté d'expression et à la crédibilité des chercheurs et enseignants chercheurs.
En droit français, la victime d'une procécure-baillon n'est en effet pas toujours un lanceur d'alerte (lequel est « une personne physique qui signale ou divulgue, sans contrepartie financière directe et de bonne foi, des informations portant sur un crime, un délit, une menace ou un préjudice pour l'intérêt général, une violation ou une tentative de dissimulation d'une violation d'un engagement international régulièrement ratifié ou approuvé par la France, d'un acte unilatéral d'une organisation internationale pris sur le fondement d'un tel engagement, du droit de l'Union européenne, de la loi ou du règlement ». Ce dernier est protégé par la loi et par des sanctions (un an d'emprisonnement et 15 000 euros d'amende) sont prévues contre qui ferait obstacle à un signalement (notamment en cas d'engagement d'une procédure « bâillon »  ; de même toute procédure abusive ou dilatoire à l'encontre d'un lanceur d'alerte à l'occasion d'une plainte pour diffamation est passible d'une amende civile de 60 000 euros). Cependant, on peut être la cible d'une procédure judiciaire en vue d'empêcher, retreindre ou pénaliser sa participation au débat public, sans remplir les conditions permettant d'être reconnu lanceur d'alerte (ex. :  personnes morales (ONG, associations…) ou personnes divulguant publiquement des faits, en dehors des hypothèses limitatives prévues par la loi.). La CNCDH a recommandé que le plafond des amendes civiles soit aligné sur ce qui est prévu en matière de protection du secret des affaires, soit une amende civile pouvant atteindre 20 % des dommages-intérêts demandés - ou 60 000 euros s'il n'est pas demandé de dommages-intérêts -, seul moyen de décourager les demandes de sommes disproportionnées, excessives ou déraisonnables. Une peine complémentaire d'affichage ou de diffusion du jugement caractérisant une procédure-bâillon serait aussi dissuasive car touchant la réputation du plaignant par une mise en lumière de pratiques qui nuisent à leur image ».
Le directeur de publication du journal Rue89 et un journaliste indépendant (David Leloup) sont poursuivis pour diffamation en octobre 2010 par Éric Le Moyne de Serigny, conseiller du ministre Éric Woerth, en raison d'un article publié par le journaliste dans le magazine, article consacré à la gestion par M. Le Moyne de Serigny de sociétés basées à l'étranger. M. Le Moyne de Serigny demande 5 M€ de dommages-intérêts et la publication pendant un an de la décision judiciaire sur la page d'accueil du site internet.
En 2014, Laurent Neyret, universitaire chercheur en droit, est attaqué par l'entreprise Chimirec pour avoir cité dans une revue la récente condamnation du groupe pour « trafic de déchets ». C'est finalement l'entreprise qui est condamnée en 2017 à 20 000 € (mais fait appel).
Plusieurs sociétés de journalistes et ONG, dont Sherpa, Attac et Reporters sans frontières, dénoncent en janvier 2018 « les poursuites systématiques dont [elles] font l'objet quand [elles] s'intéressent aux activités du groupe Bolloré, notamment en Afrique ». Le groupe Bolloré et sa filiale Socfin ont initié depuis 2009 plus de 20 procédures en diffamation contre des articles ou journaux, en France et à l'étranger, ceci afin de « contourner la loi de 1881 sur la liberté de la presse ». En 2021, Arrêt sur Images recense 11 procédures au cours des 11 dernières années, toutes perdues.
En 2010, un lanceur d'alerte nommé Mathias Poujol-Rost critiquant les pratiques commerciales de l'agence web Cometik (NOVA-SEO depuis 2018) a fait l'objet par deux fois d'assignations en référé. À chaque fois, l'entreprise Cometik a fait appel (en 2011) et Mathias Poujol-Rost fut condamné à censurer divers articles de son blog et à verser au total plus de 6 000 euros à l'entreprise Cometik.[pertinence contestée]
Les poursuites-bâillon par procuration :
Une autre forme de poursuites bâillon consiste à attaquer en justice une personne qu'une entité de pouvoir veut faire taire en utilisant des tiers, des paravents, c'est-à-dire des personnes instrumentalisées derrière lesquelles se cachent des instigateurs. Ce sont ces intermédiaires qui portent plainte avec de faux motifs faisant suite à des conflits qui ont souvent été provoqués de toutes pièces.[source insuffisante]
Le 25 février 2021, l'association Alerte aux Toxiques et sa porte-parole Valérie Murat, qui ont fait analyser 22 vins certifiés « Haute Valeur Environnementale » (HVE) pour alerter sur la présence de résidus de pesticides de synthèse, sont condamnés par la chambre civile du tribunal judiciaire de Libourne à 125 000 € pour dénigrement des vins de Bordeaux. Me Eric Morain, seul avocat défendant la militante anti-pesticides, face à une demi-douzaine d'avocats pour le monde du vin, dénonce de son côté une « procédure-bâillon » et fait appel de la décision. Toutefois, le CIVB obtient de la Cour d'appel de Bordeaux, la radiation de cet appel, au motif que Valérie Murat ne s'est pas encore acquittée de la totalité des sommes exigées, l'appel n'étant pas suspensif. Le 27 octobre 2023, un peu moins de deux ans après la décision de la cour d'appel, l'association réussit à rassembler les fonds lui permettant de faire appel. Au total, ce sont 2 852 personnes et 27 organisations - dont le parti EELV, le syndicat Confédération paysanne ou l'ONG Les Amis de la Terre - qui ont soutenu financièrement Alerte aux Toxiques.
Depuis 2021, le groupe LVMH poursuit une créatrice indépendante de cosmétiques pour sa marque déposée L'instinct Paris.
En 2023 (30 novembre), dans le contexte d'une prise de conscience croissante de la menace que représentent les procédures-bâillons pour la liberté d'expression et le débat démocratique, un avis de la Commission nationale consultative des droits de l'homme (CNCDH) dénonce à nouveau en France les cas de dissuasion de la participation des défenseurs des droits humains au débat public, dont via la stigmatisation et le dénigrement de leurs actions, mais aussi via des menaces de coupes de subventions, ou encore des campagnes de harcèlement judiciaire, de la part d'autorités publiques comme d'acteurs privés. En 2025, un autre avis (13 février 2025) souligne les insuffisances des COP en matière de droits humains « Face aux crises planétaires. La CNCDH appelle à une diplomatie environnementale intégrée tenant compte des trois crises et intégrant les droits humains ». Au moment de traduire la Directive européenne contre les procédures bâillon dans le droit national, pour « garantir un cadre large et protecteur des droits humains contre toutes les formes de procédures-bâillons », elle formule, dans un avis du 13 février 2025, 15 recommandations,, ci-dessous résumées :

### Propositions de la CNDH (2025)
1. Adopter une définition large des procédures-bâillons, en ajoutant à la définition européenne la référence à « l'intention de harceler ou d'intimider la cible et une liste d'indicateurs ».
2. Étendre la définition à toutes les affaires « purement nationales » (en allant donc au-delà de la directive européenne).
3. Instaurer un cadre protecteur contre les procédures-bâillons « incluant les procédures engagées devant les juridictions pénales spécifique pour les procédures pénales abusives ».
4. créer « un mécanisme de provision pouvant être accordée au défendeur dans le cadre d'une procédure-bâillon dès l'ouverture de la procédure, sur le modèle de celle existant pour la protection des lanceurs d'alerte, et couvrant à la fois les frais de représentation en justice et les dommages-intérêts pouvant être alloués en cas de caractérisation d'une procédure-bâillon.) ».
5. créer dans le code de procédure civile une « disposition spécifique aux procédures-bâillons prévoyant que le juge est tenu de condamner le demandeur au remboursement de la totalité des honoraires de l'avocat du défendeur, dès lors qu'ils ne sont pas excessifs, ainsi qu'à l'ensemble des dépens ».
6. modifier les articles 475-1 et 800-2 du code de procédure pénale et les dispositions réglementaires afférentes, « afin de prévoir que le juge sera tenu de mettre à la charge de la partie civile, lorsque la procédure est reconnue comme une procédure-bâillon, l'intégralité des frais d‘avocat engagés par le défendeur, dès lors qu'ils ne sont pas excessifs, ainsi que l'ensemble des dépens »
7. favoriser « l'implication de la société civile au soutien du défendeur dans le cadre de procédures-bâillons en étendant à toutes les juridictions la pratique de l'amicus curiae prévue à l'article L.431-3-1 du code de l'organisation judiciaire ».
8. modifie l'article 32-1 du code de procédure civile en prévoyant que, « lorsqu'elle poursuit l'une des finalités d'une procédures-bâillons, l'amende civile puisse atteindre 20 % des dommages-intérêts demandés ou 60 000 euros s'il n'est pas demandé de dommages-intérêts ».
9. modifier les articles 392-1 et 177-2 du code de procédure pénale « pour élargir la possibilité d'imposition d'une amende civile aux cas où la procédure a pris fin à la suite d'un désistement tardif ou d'une exception de procédure, dès lors qu'il est établi que ladite procédure poursuivait l'une des finalités d'une procédure-bâillon. ».
10. créer un « mécanisme de rejet rapide devant les juridictions civiles et commerciales, inspiré de la césure, permettant un jugement partiel à bref délai »
11. modifier « les dispositions relatives au non-lieu ab initio prévues par l'article 86, alinéa 4 du code de procédure pénale, pour permettre au procureur de la République de prendre des réquisitions de non-lieu dans le cas où la plainte est manifestement infondée et vise à faire obstacle au débat public, en s'assurant que la partie plaignante soit entendue et qu'un recours soit possible devant la chambre de l'instruction ».
12. modifier l'article 472 du code de procédure pénale « de façon à ce que lorsqu'une procédure-bâillon est constatée, les dommages-intérêts ne soient plus subordonnés à la condition d'une décision de relaxe, mais qu'ils puissent être accordés dans des situations de désistement tardif d'irrecevabilité ou d'annulation de procédure, que la procédure ait été mise en mouvement par voie de citation directe ou constitution de partie civile ».
13. l'École nationale de la magistrature le Conseil national des barreaux devraient mettre en place des « formations – initiale et continue – spécifiques abordant les indicateurs d'identification des procédures-bâillons, l'importance d'un rejet rapide en matière civile et pénale, les garanties financières et procédurales prévues pour les défendeurs, l'importance de les indemniser si besoin, en prêtant attention à l'impact différencié que peuvent avoir ces procédures selon les victimes, et l'importance des amendes civiles et peines complémentaires d'affichage ou de diffusion encourues »
14. le ministère chargé de l'Économie et des Finances devrait « attirer spécifiquement l'attention des entreprises sur le fait que les mesures de prévention des procédures bâillons et la contribution à la réparation de leurs impacts négatifs font partie intégrante de leur obligation de vigilance en matière de droits humains et d'environnement »
15. création (par le ministère de la Justice « d'une codification statistique ministérielle permettant la comptabilisation des procédures-bâillons ».

## Lois contre les poursuites-bâillons
Les règles de procédure civile de nombreux États prévoient que le tribunal peut écarter d'emblée tout recours frivole ou abusif. Toutefois, les plaintes en matière de diffamation ne peuvent être écartées dès lors qu'existe une apparence de bien-fondé en droit. De plus, en common law, la diffamation est un délit civil de responsabilité stricte. L'auteur d'une déclaration est tenu responsable de son exactitude. Le défendeur engage sa responsabilité dès lors qu'il tient publiquement des propos que le plaignant estime diffamatoires. Cela rend la défense beaucoup plus complexe et onéreuse, ce que démontre d'ailleurs l'affaire McLibel.
Voilà pourquoi les composantes principales des lois anti-SLAPP sont : 
1. une définition claire permettant d'identifier les poursuites stratégiques ;
2. un mécanisme permettant de leur rendre une fin de non-recevoir sur requête sommaire ;
3. une avance pour frais versée par le plaignant, ou toute autre forme de compensation financière en faveur du défendeur ;
4. l'établissement automatique d'une immunité relative lorsque le défendeur soulève une question d'intérêt public.

### États-Unis
L'État de Washington fut le premier à adopter une telle loi en 1989. En juillet 2006, le California Anti-SLAPP Project recensait 24 États et un territoire ayant fait de même.

### Canada
Seule la Colombie-Britannique s'est brièvement dotée d'une véritable loi anti-SLAPP, puisque les premiers cas identifiés dans ce pays l'ont été dans cette province. Le Protection of Public Participation Act, adopté en avril 2001 sous le gouvernement néo-démocrate, a été rapidement aboli au mois d'août de la même année, à la suite de la victoire électorale du Parti libéral.

#### Québec
L'Assemblée nationale a sanctionné en 2009 la Loi modifiant le Code de procédure civile pour prévenir l'utilisation abusive des tribunaux et favoriser le respect de la liberté d'expression et la participation des citoyens au débat public. Le Code de procédure civile demeure donc, pour l'instant, le seul mécanisme anti-SLAPP en vigueur au Canada.

### Europe
Aucune législation spécifique ne vient encadrer directement les « poursuites stratégiques ». L'initiative la plus applicable à ce domaine est la Convention de la Commission économique des Nations Unies pour l'Europe (CEE/ONU) sur l'accès à l'information, la participation du public au processus décisionnel et l'accès à la justice en matière d'environnement, dite Convention d'Aarhus. Le texte fait référence au droit des individus et des groupes de participer aux grands débats entourant la question environnementale. Comme c'est le cas pour les ententes multilatérales de ce type, les parties signataires s'engagent à mettre en œuvre, par voie législative, les grandes orientations établies par la Convention. Le Parlement européen et le Conseil européen ont d'ores et déjà adopté des règles visant la mise en œuvre de la Convention.
Au-delà des textes législatifs, il existe un collectif dénommé « Coalition Against SLAPPs in Europe » (The CASE). C'est une coalition d'organisations non gouvernementales (ONG) de toute l'Europe, unies pour reconnaître la menace que représentent pour les organismes de surveillance du public, les poursuites judiciaires stratégiques contre la participation publique (SLAPP).
En avril 2022, un projet de directive est présenté : il vise à lutter contre les procédures-bâillons de niveau trans-européen, et recommande à ses États-membres de décliner la même logique aux niveaux nationaux. Le Sénat prend parti contre ce projet en juin de la même année.
En 2023, le Parlement européen plaide pour mettre un terme aux poursuites-bâillons qui empêchent journalistes et activistes de travailler sur des sujets d'intérêt public. En février 2024, une directive contre les procédures-baillons (dite « loi de Daphne » du nom de la journaliste d'investigation maltaise Daphne Caruana Galizia) est votée par le Parlement européen, qui favorise le rejet rapide des affaires manifestement non fondées, une définition large de l'incidence « transfrontière », et prévoit des dommages et intérêts compensatoires pour la partie défenderesse. Les États membres ont jusqu'en 2026 pour transposer la directive dans leur droit national.
En 2024, la codécision permet la directive (UE) 2024/1069 du 11 avril 2024 sur la protection des personnes qui participent au débat public contre les demandes en justice manifestement infondées ou les procédures judiciaires abusives («poursuites stratégiques altérant le débat public»).

#### France
Vivendi est condamné en mars 2019 pour procédure abusive, dans le cadre de l'enquête du journaliste Nicolas Vescovacci.
L'ONG Attac est attaquée en justice par Apple à la suite de son action Apple contre Attac ou l'ONG reproche la fuite fiscale et ses conséquences pour les pays européens à Apple. L'association reproche en particulier à l'entreprise d'esquiver l'amende de treize milliards d'euros que lui réclame l'Union Européenne ainsi que d'échapper à l'impôt grâce à la complicité d'autres « forces obscures », au nombre desquelles il faut compter BNP Paribas, qui a d'ailleurs également intenté un procès contre Attac. En février 2018, Le tribunal de grande instance (TGI) de Paris déboute Apple qui demandait l'interdiction d'accès de ses magasins français à l'association, sous peine d'une astreinte de 150 000 euros par violation de l'interdiction. Le tribunal considère en effet qu' «Attac agit dans l'intérêt général».
Depuis le 1er septembre 2022, une loi protège en partie les lanceurs d'alerte et leurs facilitateurs contre ce type de procédure, qui sous certaines conditions entraine une amende de 60 000 euros à l'encontre du plaignant dans le cadre de la loi Waserman.